# Budynek Kołłątaja 9 w Bydgoszczy
Budynek Kołłątaja 9 w Bydgoszczy – powstały w 1901 w Bydgoszczy budynek dawnego Zakładu dla Niewidomych, położony przy ul. Kołłątaja 9 w Bydgoszczy, obecnie siedziba przychodni zdrowia "Śródmieście" oraz Przychodni Akademickiej. W 2010 wpisany do rejestru zabytków nieruchomych województwa kujawsko-pomorskiego.

## Położenie
Budynek znajduje się w Śródmieściu Bydgoszczy, w narożniku ulic: Staszica i Kołłątaja, naprzeciw VI Liceum Ogólnokształcącego.

## Historia
Gmach został wzniesiony w latach 1899–1901 przy ówczesnej ulicy Roonstrasse według projektu bydgoskiego architekta Karla Bergnera jako Schronisko dla niewidomych (niem. Blindenheim).
Inicjatorem budowy obiektu był dyrektor bydgoskiego Prowincjonalnego Zakładu dla Niewidomych (dziś: Ośrodka Szkolno-Wychowawczego dla Dzieci Niewidomych) Anton Wittig. W ówczesnych czasach znaczna część uczniów, po ukończeniu szkoły nie miała żadnych możliwości otrzymania pracy. Nierzadko można było spotkać na ulicach niewidomych żebraków. Często byli to ludzie dobrze przygotowani zawodowo przez bydgoski Zakład. Dlatego ówczesny dyrektor Wittig zorganizował Towarzystwo Opieki nad Niewidomymi. Przy jego pomocy w 1901 r. zebrał fundusz na wybudowanie w Bydgoszczy schroniska dla niewidomych, głównie kobiet, u zbiegu ulic Staszica i Kołłątaja. Anton Wittig został pierwszym Kierownikiem Schroniska, a w tej funkcji zastępowali go jego następcy z bydgoskiego Zakładu dla Niewidomych. Schronisko było domem opieki i miejscem pracy dla bydgoskich niewidomych przez dziesięciolecia, i aż do 1962 r. stanowiło część Zakładu. Tu dorośli z dysfunkcją wzroku znajdowali opiekę, pracę, rozrywkę, poza tym działała tu przez długie lata drukarnia dla niewidomych. W Schronisku przy ulicy Kołłątaja funkcjonowała także Kaplica, będąca pierwszym ośrodkiem duszpasterstwa osób z dysfunkcją wzroku w regionie. Prefektem Kaplicy, który często sprawował tam ofiarę Mszy św. w latach 1923-1928, był Prefekt sąsiedniego Żeńskiego Katolickiego Gimnazjum Humanistycznego, ks. Michał Kozal. Poza kaplicą, obiekt posiadał pomieszczenia biurowe dla władz Zarządu Schroniska i Towarzystwa, sypialnie, jadalnię, przestrzeń wspólną dla spędzania czasu wolnego oraz pracownie warsztatowe. Niewidomi podopieczni schroniska zajmowali się szczotkarstwem, koszykarstwem, dziewiarstwem ręcznym i drukarstwem, głównie brajlowskim. Starano się reklamować zakres świadczonych usług, np. w lokalnej prasie, a wytwarzane produkty były do nabycia dla mieszkańców miast.
W 1923 roku w Schronisku odbyło się założycielskie zebranie Związku Cywilnych Niewidomych na Wielkopolskę i Pomorze (jedna z organizacji prekursorskich wobec Polskiego Związku Niewidomych).
W Schronisku pracowały siostry elżbietanki oraz nauczyciele zawodu z pobliskiego Zakładu dla niewidomych przy ulicy Krasińskiego. Kierownictwo nad placówką przy Kołłątaja sprawowała siostra Przełożona Schroniska oraz Kierownik Schroniska. Funkcję Kierownika do 1920 roku piastowali kolejni Dyrektorzy Zakładu dla Niewidomych. W okresie przejściowym powrotu Bydgoszczy do Macierzy, w latach 1920–1921 Schroniskiem kierował zasłużony miejski radca sanitarny, okulista dziecięcy dr Paul Bahr, który mimo fali odpływu inteligencji niemieckiej, pozostał w Bydgoszczy i dalej działał na rzecz mieszkańców miasta. Polskie władze oświatowe zdecydowały o rozdzieleniu funkcji Dyrektora Zakładu i Kierownika Schroniska. W 1921 pierwszym polskim Kierownikiem mianowano p. Michalaka, a 1922 roku p. Konwińskiego. Nieprzerwanie Kierownik Schroniska zasiadał także w Zarządzie bydgoskiego Towarzystwa Opieki nad Niewidomymi. Ostatnimi zasłużonymi członkami kierownictwa Schroniska była przełożona siostra Biegańska oraz kierownik Bronisław Konwiński. Wybuch II wojny światowej zahamował działalność Schroniska i Towarzystwa, które zostały zdelegalizowane. Schronisko działało oficjalnie do 1948 roku.  
W 1962 roku obiekt przejęto dla potrzeb publicznego systemu opieki zdrowotnej. Obecnie w budynku znajduje się Przychodnia „Śródmieście” (445 m kw.), Przychodnia „Akademicka” (312 m kw.) oraz dwie indywidualne specjalistyczne praktyki lekarskie. W 2015 zapadła decyzja o sprzedaży budynku przez władze miejskie (dotychczasowego właściciela) na rzecz działających w nim zakładów opieki zdrowotnej. Miasto zagwarantowało sobie konieczność utrzymania w budynku działalności leczniczej oraz prawo pierwokupu, gdyby przychodnia chciała się gmachu pozbyć. Wartość obiektu wyceniono na 3,5 mln zł, natomiast w związku z zabytkowym charakterem obiektu nabywcy zostali zobowiązani do wpłaty połowy tej kwoty.

## Architektura
Budynek został wzniesiony w stylu eklektycznym, z użyciem form nawiązujących do manieryzmu niderlandzkiego. Jest jednym z trzech budynków użyteczności publicznej w Bydgoszczy, które posiadają holendersko-manierystyczne cechy elewacji zewnętrznej (obok budynku Dyrekcji Kolei Wschodniej oraz pałacyku Lloyda).
Jest dwukondygnacyjny, z użytkowym poddaszem, podpiwniczony w typie suteren, nakryty dachem dwuspadowym. Posiada ceglane elewacje, zdobione tynkowanym detalem architektonicznym. Niewielkie ryzality zwieńczone są szczytami wolutowymi, ze sterczynami. Okna są ujęte tynkowanymi opaskami i odcinkami gzymsów. Wejście główne znajdujące się w ryzalicie środkowym ujęte jest bogato zdobionym portalem, z pseudodoryckimi kolumnami i reliefowym złoconym napisem Blindenheim.

## Galeria

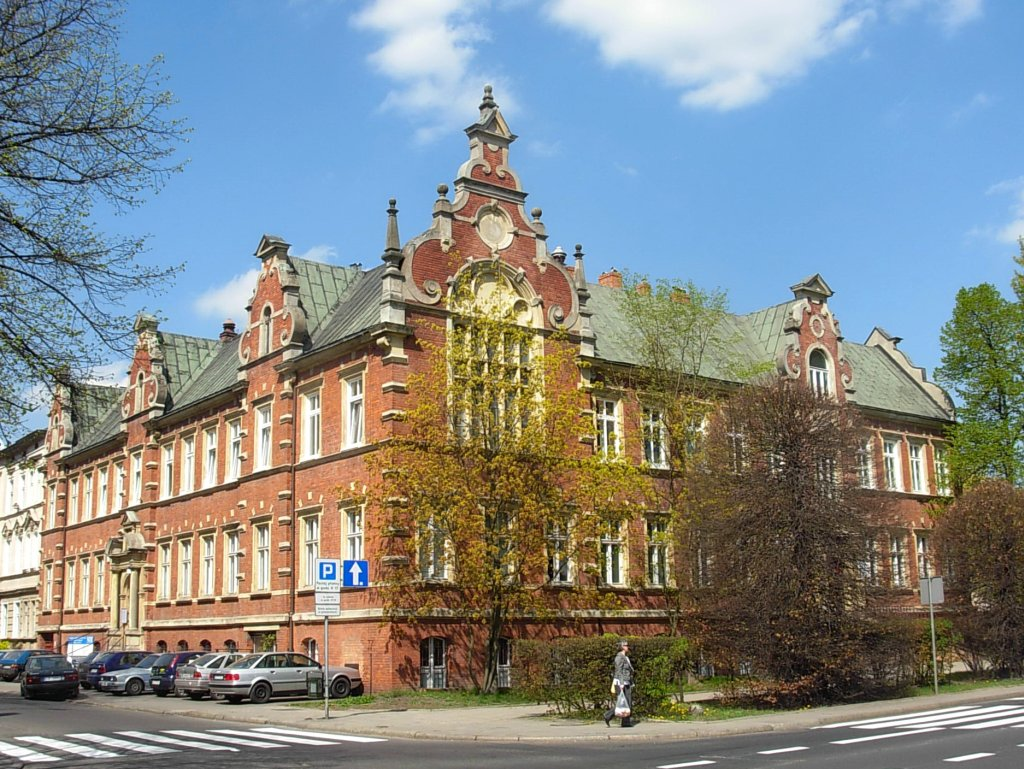
Wiosną
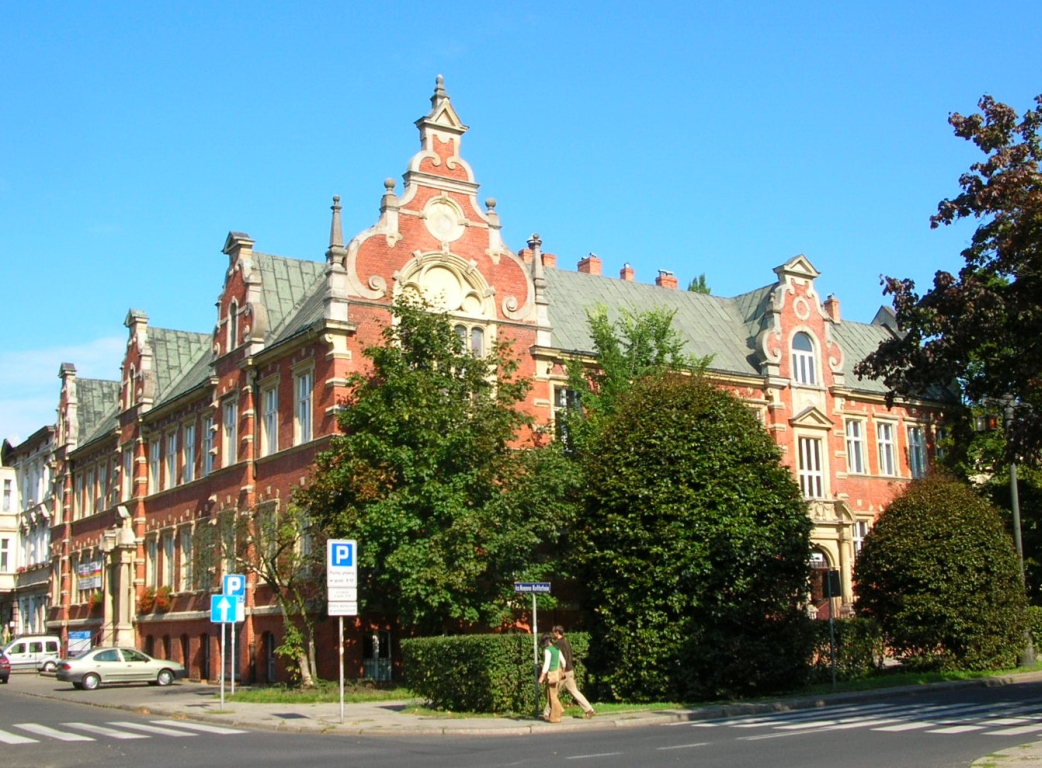
Latem
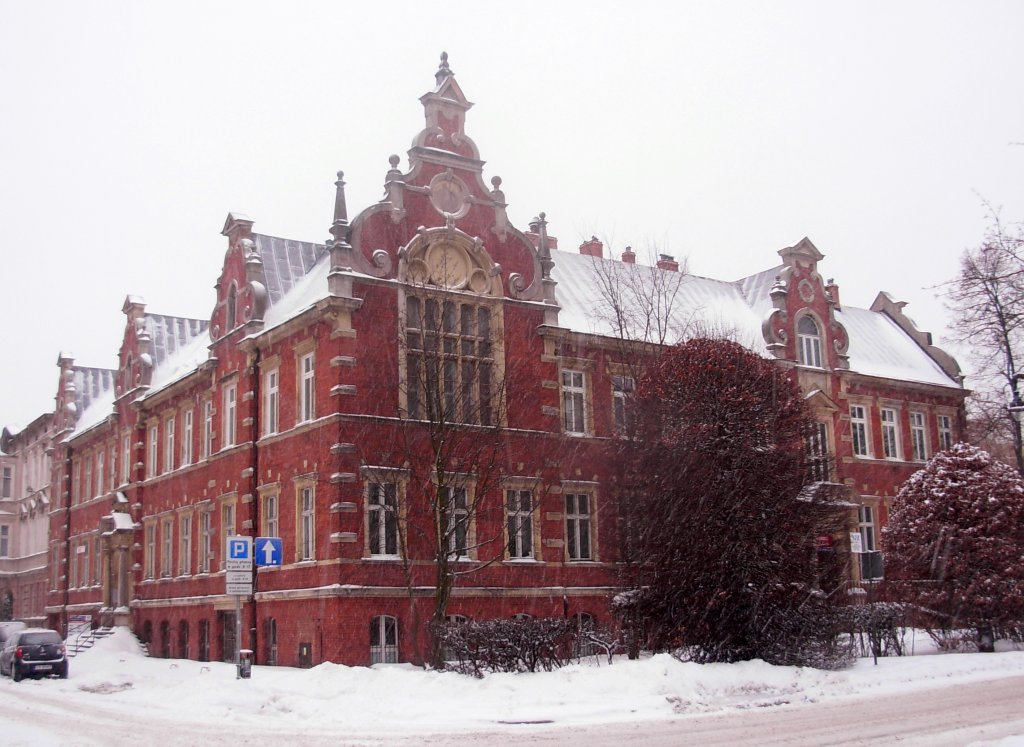
Zimą
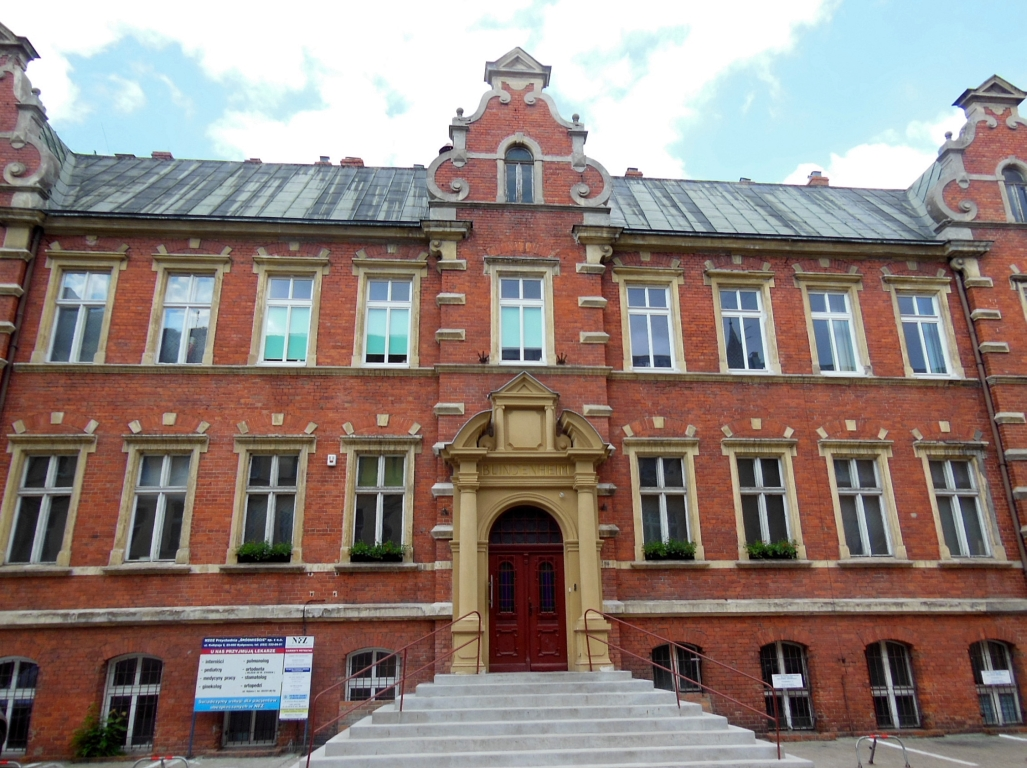
Skrzydło od ul. Kołłątaja